# Distrikt Iparía
Der Distrikt Iparía liegt in der Provinz Coronel Portillo in der Region Ucayali in Ostzentral-Peru. Der Distrikt wurde am 2. Juli 1943 gegründet. Der Distrikt Iparía hat eine Fläche von 7364 km². Beim Zensus 2017 wurden 10.328 Einwohner gezählt. Im Jahr 1993 lag die Einwohnerzahl bei 9278, im Jahr 2007 bei 10.774. Verwaltungssitz des Distriktes ist die 169 m hoch gelegene Ortschaft Iparía mit 1258 Einwohnern (Stand 2017). Iparía liegt am Westufer des Río Ucayali, 103 km südlich der Provinz- und Regionshauptstadt Pucallpa. Das Gebiet wird von dem indigenen Volk der Shipibo-Conibo bewohnt, deren Sprache zur Sprachfamilie der Pano-Sprachen gehört.

## Geographische Lage
Der Distrikt Iparía liegt am Westrand des Amazonasbeckens im äußersten Süden der Provinz Coronel Portillo. Er hat eine maximale Längsausdehnung in NW-SO-Richtung von 210 km. Der Río Ucayali durchquert den Distrikt in nördlicher Richtung. Das Sira-Gebirge verläuft entlang der westlichen Distriktgrenze. Im Norden reicht der Distrikt bis zur Einmündung des Río Pachitea in den Río Ucayali. Im Südosten umfasst der Distrikt das Einzugsgebiet des Río Sheshea, ein rechter Nebenfluss des Río Ucayali.
Der Distrikt Iparía grenzt im Südwesten an den Distrikt Constitución (Provinz Oxapampa), im Westen an die Distrikte Yuyapichis, Puerto Inca, Tournavista und Honoria (alle in der Provinz Puerto Inca), im Nordosten an den Distrikt Masisea, im äußersten Südosten an den Distrikt Yurúa (Provinz Atalaya) sowie im Süden an den Distrikt Tahuanía (ebenfalls in der Provinz Atalaya).